# مایکل بردلی
مایکل برَدلی (به انگلیسی: Michael Bradley) زاده ۳۱ ژوئیه ۱۹۸۷ در نیوجرسی، بازیکن فوتبال آمریکایی است.
او هافبک تیم ملی فوتبال آمریکا است و هم‌اکنون در باشگاه فوتبال تورنتو اف سی در ام‌ال اس بازی می‌کند.
همچنین فرزند باب بردلی، مربی سابق تیم ملی فوتبال آمریکا است.

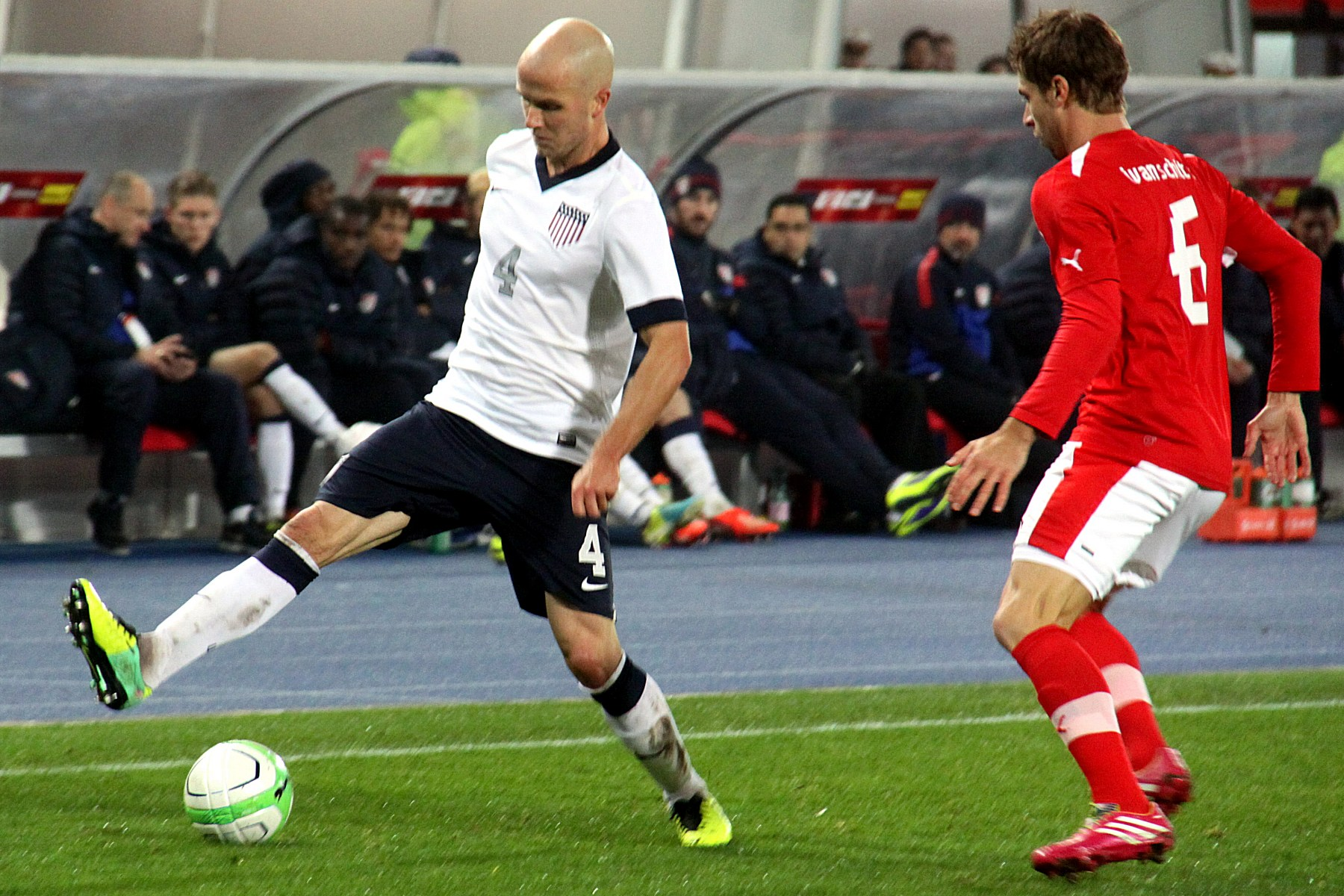
بازی ملی مایکل بردلی در مقابل اتریش